# CD-ROM

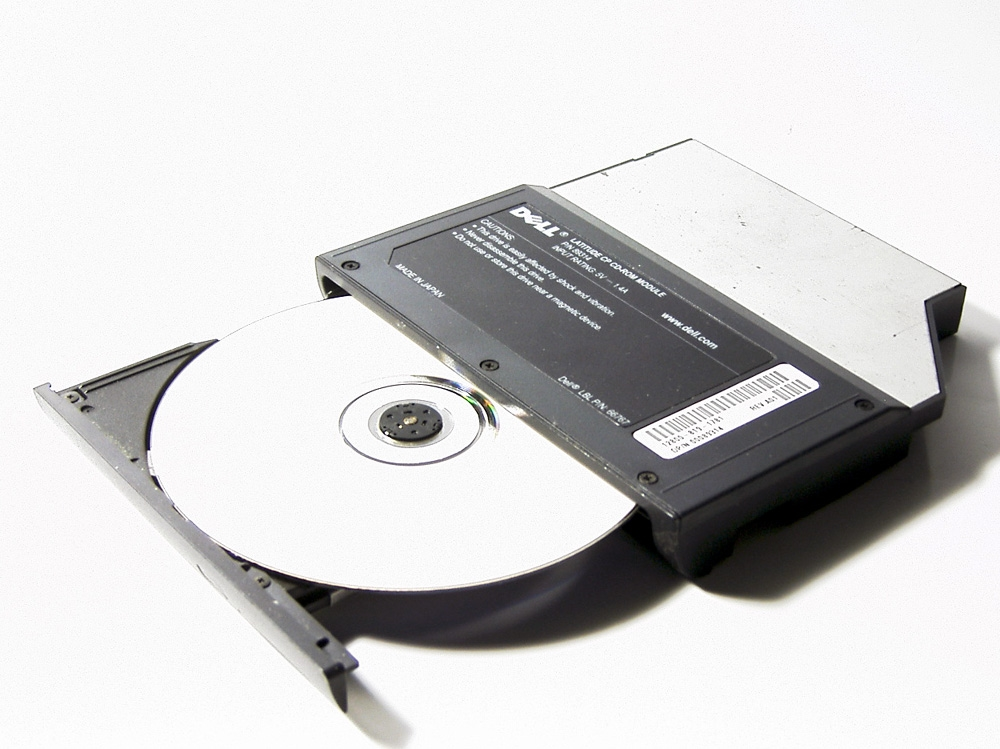
DVD/CD-ROM Drive（Dell)

Il CD-ROM (acronimo dell'inglese Compact Disc - Read-Only Memory) è un tipo di disco ottico utilizzato in ambito informatico per la distribuzione di software, o più in generale informazioni, è quindi un tipo di memoria; più specificatamente è un tipo di memoria di massa a sola lettura.
Il CD-ROM venne sviluppato negli anni ottanta dalla Sony congiuntamente alla Philips.

## Specifiche tecniche

Confronto fra diversi supporti ottici

Le specifiche tecniche del CD-ROM, che prevedono una capacità massima di memorizzazione di 700 MB, pubblicate nel 1988 (anno in cui furono commercializzati i primi CD-ROM), sono raccolte nel cosiddetto Yellow Book (termine inglese che tradotto in italiano significa "libro giallo").
Lo Yellow Book è nato come estensione del Red Book, entrambi facenti parte della raccolta dei Rainbow Books che definiscono le varie specifiche dei Compact Disc, che racchiude le specifiche tecniche della prima applicazione pratica, il CD Audio, introdotto nel 1982.
Lo Yellow Book non è disponibile gratuitamente ma, essendo il CD-ROM anche uno standard ISO/IEC (standard ISO/IEC 10149) e ECMA (standard ECMA-130), le sue specifiche tecniche sono liberamente consultabili.

## La diffusione di massa del multimedia
Il CD-ROM rappresenta un passo fondamentale nella storia tecnologica mondiale, il suo avvento infatti ha dato avvio alla diffusione di massa del multimedia.
Il multimedia necessita di grandi quantità di memoria, di un accesso veloce ai dati, velocità che solo la memoria ad accesso casuale o la memoria ad accesso diretto può offrire (non la memoria ad accesso sequenziale), e possibilmente di una facile manipolazione delle informazioni multimediali, caratteristica quest'ultima ben soddisfatta dalla rappresentazione digitale dell'informazione.
In ambito informatico, l'ambito in cui è utilizzata la rappresentazione digitale dell'informazione, prima dell'avvento del CD-ROM, il supporto di memoria removibile in grado di offrire un accesso veloce ai dati era il floppy disk (tipo di memoria ad accesso diretto). Tale supporto aveva però una capacità di memorizzazione massima inferiore ai 2 MB, valore troppo esiguo per il multimedia.
Il CD-ROM fu il primo dispositivo in grado di soddisfare le tre caratteristiche che permettono il multimedia: grande capacità di memorizzazione, accesso veloce alle informazioni multimediali (il CD-ROM essendo un tipo di compact disc è un tipo di memoria ad accesso diretto), facile manipolazione delle informazioni multimediali resa possibile dalla rappresentazione digitale delle informazioni multimediali. In particolare, per quanto riguarda la capacità massima di memorizzazione, il CD-ROM è stato un enorme passo avanti rispetto al floppy disk.
In realtà, prima del CD-ROM, già dal 1967 fu disponibile il floppy disk, in grado di soddisfare le tre caratteristiche sovraesposte favorenti il multimedia. 
Alla fine degli anni novanta, un decennio dopo l'introduzione del CD-ROM, il floppy disk fu completamente rimpiazzato da quest'ultimo supporto.
Con il CD-ROM, in pochi anni si sviluppò un fiorente mercato multimediale spaziante dall'enciclopedia multimediale al corso autodidatta di lingua inglese, dall'atlante stradale al videogioco. In conseguenza a tale successo furono proposti sul mercato anche lettori multimediali stand-alone, come il CD-i e il CDTV, utilizzanti standard software diversi da quelli dei personal computer con sistema operativo Microsoft Windows o anche Mac OS, gli standard software maggiormente diffusi in quanto appartenenti alle piattaforme informatiche più diffuse. Il CD-i diventò anche il primo lettore stand-alone di Video CD, il primo supporto audiovideo digitale per l'home video della storia, predecessore del DVD-Video. Nonostante fosse stato inizialmente promosso come supporto multimediale, il tiepido successo del CD-i spinse Philips a pubblicizzarlo come piattaforma video-ludica, ma questa scelta non fece che sancirne il definitivo fallimento e il CD-i fu abbandonato nel 1996 con ingenti perdite per la casa olandese.
Con la nascita del World Wide Web, nel 1991, vari contenuti multimediali che prima erano venduti su CD-ROM furono resi disponibili gratuitamente online come applicazione Web, altri furono resi disponibili a pagamento, come applicazione Web o come software scaricabile, ma sempre con il vantaggio di essere disponibili online in qualsiasi momento senza la necessità di doversi recare in un negozio per l'acquisto di un CD-ROM.